# Peugeot Type 107
La Peugeot Type 107 est un modèle d'automobile produit par le constructeur français Peugeot en 1906.